# Гунцати
Гунцати (серб. Гунцати) — населённый пункт в Сербии, округе Белград, общине Бараево.

## Население
В селе проживает 2102 жителей, из которых совершеннолетних 1686. Средний возраст — 40,1 года (мужчины — 38,6 года, женщины — 41,7 года). В населённом пункте 681 домохозяйств, среднее число членов в которых — 3,09.
|            | Этносы | Численность |
| ---------- | ------ | ----------- |
|            | сербы  | 1971        |
| черногорцы | 26     |             |
| македонцы  | 20     |             |
| хорваты    | 6      |             |
| муслимане  | 4      |             |
| цыгане     | 2      |             |